# Санабрия, Марио
Ма́рио Ника́сио Сана́брия (исп. Mario Nicasio Zanabria; 1 октября 1948, Санта-Фе) — аргентинский футболист и футбольный тренер. Выступал на позиции полузащитника. Играл за клубы «Унион» (Санта-Фе), «Ньюэллс Олд Бойз», «Бока Хуниорс», «Архентинос Хуниорс» и «Уракан». Санабрия — автор победного гола, приведшего «Ньюэллс Олд Бойз» к выигрышу первого в истории клуба чемпионата Аргентины в 1974 году. За сборную Аргентины он провёл 4 матча и забил 2 гола.

## Карьера
Марио Санабрия начал свою карьеру в молодёжном составе клуба «Унион» (Санта-Фе). С 19-ти лет он начал выступать за основу команды, и в 1968 году вышел, вместе с клубом в Примеру аргентинского чемпионата. В 1970 году Санабрия перешёл в «Ньюэллс Олд Бойз». И в 1974 году выиграл с клубом чемпионат Аргентины, с того же сезона он был выбран капитаном команды. В последнем матче чемпионата он забил решающий гол в ворота «Росарио Сентраль», принципиального соперника «Ньюэллс Олд Бойз», который принёс его команде победу в турнире. В 1975 году он перешёл в клуб  «Бока Хуниорс», а на следующий год выиграл чемпионат Аргентины, в финале которого был обыгран «Ривер Плейт». С клубом он дважды выигрывал Кубок Либертадорес, а также победил в Межконтинентальном кубке. В 1981 году он перешёл в «Архентинос Хуниорс», а на следующий год вернулся в «Боку». Но там задержался только на год и перешёл в «Уракан», где и завершил свою карьеру. Всего в чемпионате Аргентины он сыграл 498 матчей и забил 78 голов.
Свою тренерскую карьеру Санабрия начал в «Боке Хуниорс» в 1986 году. Но он занял с клубом только 5 место, хотя и выиграл в турнире-квалификации к Кубку Либертадорес. После этого он работал в клубе ассистентом, до 1992 года, пока не возглавил мексиканский «Атлас», но там провёл лишь 1 год. В 1993 году он возглавил эквадорский «Эмелек», выиграв с клубом чемпионат Эквадора. Но был уволен, после того, как не смог вывести клуб в Кубок Либертадорес. В 1996 году Санабрия тренировал клуб «Ньюэллс Олд Бойз», с которым занял 3-е место в Апертуре, до последних туров конкурируя с «Ривер Плейтом» и «Унионом». Затем он руководил «Унионом» и «Ланусом». В 2001 году Санабрия тренировал «Тальерес», и вывел его сначала в Кубок Меркосур, где дошёл до четвертьфинала, а затем в Кубок Либертадорес. После этого он вновь уехал в Мексику, где тренировал «Керетаро», но добился с клубом лишь 3-х побед в 12-ти матчах, при 6-ти поражениях и быстро был уволен. В 2004 году Санабрия возглавил «Велес Сарсфилд», но не смог выполнить поставленную цель — вывести команду в континентальные турниры, и по окончании сезона был уволен. В конце 2007 года Санабрия возглавил гондурасский клуб «Реал Эспанья», чемпиона страны прошедшего года, и занял с клубом второе место.

## Достижения

### Как игрок
- Чемпион Аргентины: 1974 (Метрополитано), 1976 (Насьональ)
- Обладатель Кубка Либертадорес: 1977, 1978
- Обладатель Межконтинентального кубка: 1978

### Как тренер
- Чемпион Эквадора: 1993